# Костылёв, Михаил Алексеевич
Михаи́л Алексе́евич Костылёв (1900—1974) — советский дипломат. Чрезвычайный и полномочный посол.

## Биография
Член ВКП(б). На дипломатической работе с 1937 года.
- В 1937—1942 годах — сотрудник центрального аппарата НКИД СССР.
- В 1942—1944 годах — советник посольства СССР в Турции.
- С 20 марта 1944 по 1 апреля 1945 года — дипломатический представитель СССР при правительстве Италии[1].
- С 1 апреля 1945 по 9 февраля 1954 года — чрезвычайный и полномочный посол СССР в Италии[1].
- В 1954—1956 годах — сотрудник центрального аппарата МИД СССР, член Коллегии МИД СССР.
- С 10 ноября 1956 по 10 ноября 1959 года — чрезвычайный и полномочный посол СССР в Аргентине[2].
- В 1959—1969 годах — сотрудник центрального аппарата МИД СССР.

## Награды
- орден Ленина (1949)
- орден Отечественной войны I степени (5 ноября 1945)
- орден Трудового Красного Знамени (3 ноября 1944)